# Veronica chamaedrys
Veronica chamaedrys L. es una especie de Veronica, nativa de Europa y norte de Asia. 

## Descripción
Es una planta herbácea perenne que crece a unos 25 cm de altura, con tallos y hojas peludas. Las flores son de color azul intenso, con una corola de simetría bilateral de cuatro lóbulos. Las hojas son opuestas pareadas, triangulares y crenadas, con peciolo corto o ausente. Se reproduce por semillas o emitiendo raíces adventicias de los nodos del tallo, lo cual facilita su progresión en el terreno.

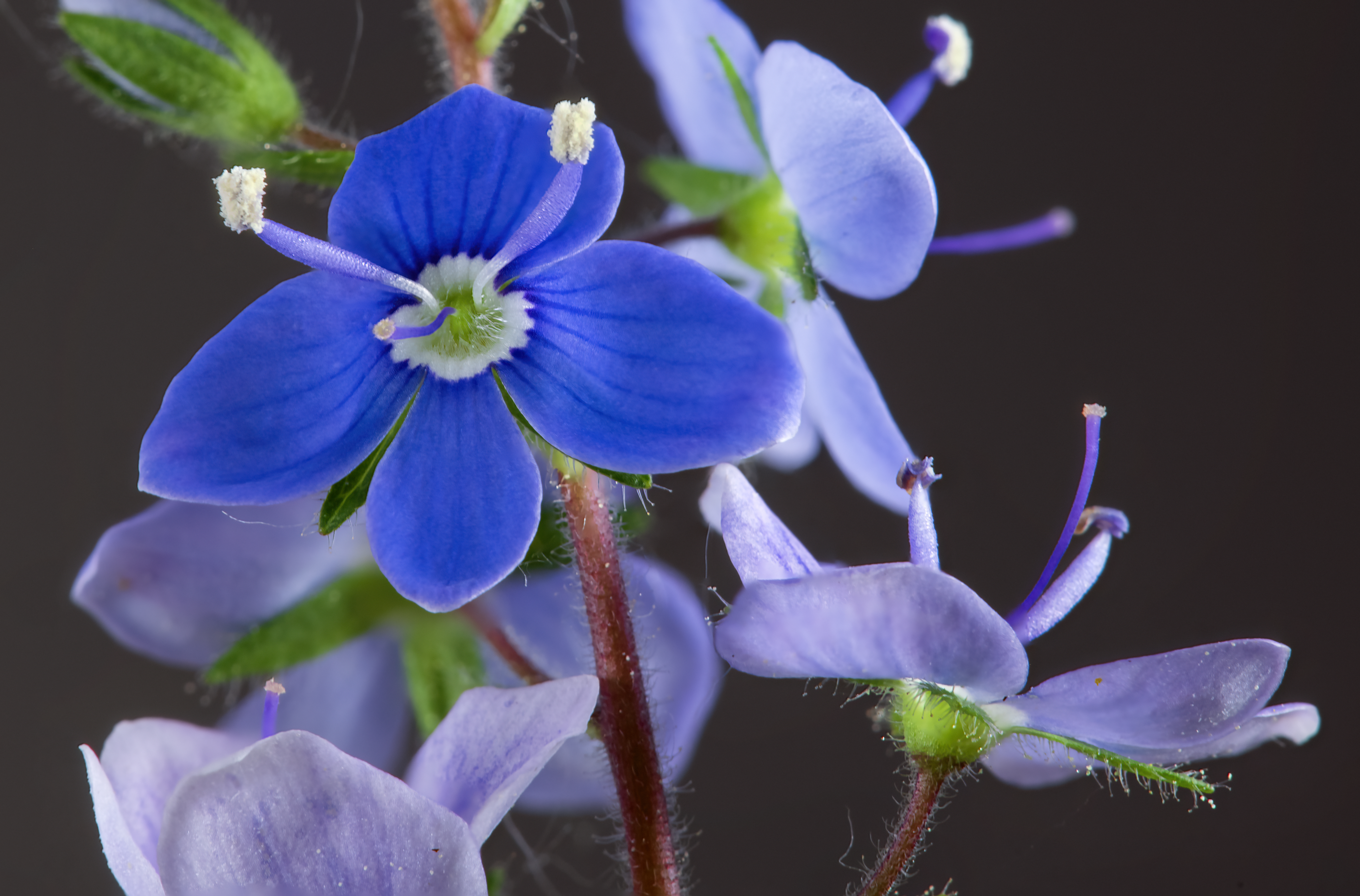
Flores de Veronica chamaedrys

## Propiedades
Es astringente, cicatrizante y eupéptica con las mismas propiedades que las de Veronica officinalis.  Se usa  rara vez porque la presencia de aucubina puede causar diarrea.

## Taxonomía
Nombres comunes:
- Castellano: beltrónica, camedrio de zarzales, verónica, verónica menor de prados.

Sinónimos: